# Antas (Penedono)
Pour les articles homonymes, voir Antas.
Antas est une freguesia portugaise du canton de Penedono. Avec une superficie de 16,21 km2 de superficie et 184 habitants recensés en 2011, Antas a une densité de 11,4 hab/km2.

## Histoire
Auparavant appelée Saint Michel d'Antas (São Miguel das Antas), elle appartenait à l'ancien canton de Penedono, supprimé par Décret du 7 septembre 1895, passant après cette date au canton de Meda, elle a été annexée à nouveau au canton de Penedono par décret du 31 janvier 1898, qui a restauré ce canton. 
La commune d'Antas a été supprimée en 2013 par force de loi no 11-A/2013, intégrant à partir de ce moment l'union des communes d'Antas e Ourozinho.

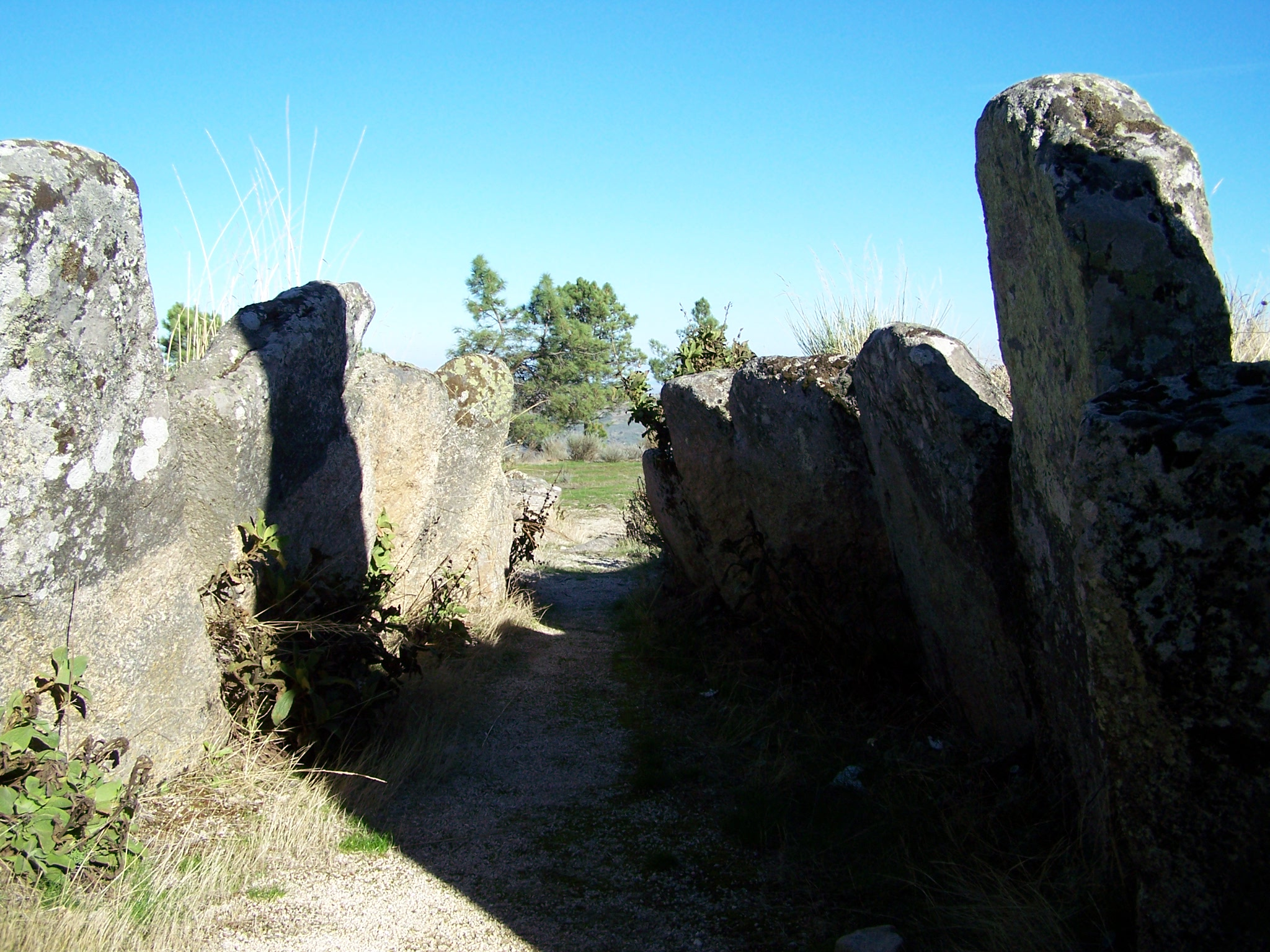
Nécropole mégalithique d'Antas.

Les premiers vestiges datent d'environ 6000 ans, quand des petites communautés semi-nomades exploraient ces régions. Bergers par excellence, ils labouraient, péchaient, récoltaient des végétaux sauvages, ils pratiquaient une agriculture très rudimentaire pour leur subsistance. Leur constante délocalisation associée à la transhumance, les obligeaient à utiliser des petits abris, ou des abris naturels. Les vestiges les plus anciens datent de la période du néolithique, ils se retrouvaient dispersés dans tout le canton. Une concentration de monuments mégalithiques dans la région d'Antas indique surement la localisation des premières communautés de cette région. Le nom Antas signifie « dolmen ».
Les premiers documents écrits relatifs à Antas datent du Xe siècle. En l'an 960, Dona Chama, ou Flâmula Rodrigues, nièce de Don Mumadona Rodrigues, a fait don de ces terres au monastère de Guimarães. 
L'institution paroissiale d'Antas remonte au XIe siècle, durant le règne de Don Fernando Magno. C'est à l'époque de la reconquête contre les musulmans que le peuplement et l'organisation du territoire a été faite.

## Géographie
La commune d'Antas est celle qui se retrouve le plus au sud du canton de Penedono. Elle est située dans la limite sud du canton au pied de la montagne du Sirigo et à l’extrême Est du département avoisinant le district de Guarda. 

## Démographie
En 1527, il a été élaboré par ordre de Don João III, le recensement de la population du règne, où l'on constatait que dans la ville de Penedono et avoisinantes, il existait 486 demeures ou feux (soit environ 1500 personnes). Antas était présentée comme la commune la plus peuplée (130 foyers, soit pratiquement 1/3 de la population totale) suivie de Castainço (85) Beselga (82) et Prova (78). La ville de Penedono quant à elle, comptait à peine 73 demeures et Alcarva 48.
Dans le canton de Penedono entre 1960 et 2011 c'est la commune qui a le plus souffert de l'exode rural.
Évolution de la population entre 1940 et 2011 :
| 1940 | 1950 | 1960 | 1970 | 1981 | 1991 | 2001 | 2011 |
| ---- | ---- | ---- | ---- | ---- | ---- | ---- | ---- |
| 660  | 789  | 721  | 429  | 298  | 298  | 239  | 184  |

## Patrimoine et monuments
- l'église paroissiale adossée au cimetière avec son clocher sur le côté droit
- Notre Dame de la Lameira, un petit temple avec porche, située sur une place entourée d'habitations
- le barrage du pont des petites pierres
- le châtaignier de la guerre
- la colline de la cloche
- Menhir de Penedono

## Fêtes et pèlerinages
Le 25 mars est célébrée Notre Dame de la Tête (pèlerinage), le 2e week-end d'août Notre Seigneur des Afflictions et une fête convivial du village en l'honneur de Saint Michel.

## Activités économiques
Les principales activités économiques d'Antas sont l'agriculture (vergers, châtaignes et pommes de terre), le commerce, café, garage, carrossier et maçon.